# Gurrundah
Gurrundah är en ort i Australien. Den ligger i kommunen Upper Lachlan Shire och delstaten New South Wales, i den sydöstra delen av landet, omkring 190 kilometer sydväst om delstatshuvudstaden Sydney. Antalet invånare är 124.
Trakten runt Gurrundah är nära nog obefolkad, med mindre än två invånare per kvadratkilometer.. Närmaste större samhälle är Grabben Gullen, omkring 13 kilometer norr om Gurrundah.
I omgivningarna runt Gurrundah växer huvudsakligen savannskog. Genomsnittlig årsnederbörd är 925 millimeter. Den regnigaste månaden är februari, med i genomsnitt 174 mm nederbörd, och den torraste är maj, med 40 mm nederbörd.